# Perdix
Perdix es un género de aves galliformes de la familia Phasianidae propias de Europa y Asia. Perdix perdix se ha introducido en Estados Unidos y Canadá.

## Especies
Se conocen tres especies de Perdix:
- Perdix perdix (Linnaeus, 1758) - perdiz pardilla
- Perdix dauurica (Pallas, 1811)
- Perdix hodgsoniae (Hodgson, 1857)